# Lost Change
Lost Change es el álbum debut del cantante estadounidense will.i.am, publicado en 2001. will.i.am es el primer miembro de Black Eyed Peas en crear un álbum en solitario. El álbum es de la generación BEE junto con DJ Dilla's Welcome 2 Detroit, Marley Marl's Re-Entry, Pete Rock's PeteStrumentals, y DJ Jazzy Jeff's The Magnificient.

## Lista de canciones
1. "Ev Rebahdee" (feat. Planet Asia)
2. "Lay Me Down" (feat. Terry Dexter)
3. "Possessiones"
4. "Tai Arrive"
5. "If You Didn't Know" (feat. Mykill Miers)
6. "Money" (feat. The Horn Dogs, Huck Fynn & Oezlem)
7. "Lost Change"
8. "I Am"
9. "Hooda Hella U" (feat. Medusa)
10. "Lost Change in E Minor"
11. "Yadda Yadda"
12. "Em a Double Dee" (feat. Madd Dogg)
13. "Control Tower"
14. "Lost Change in D Minor"